# 广东牡丽草
广东牡丽草（学名：Mouretia guangdongensis）为茜草科牡丽草属下的一个种。其种加词“guangdongensis”意为“广东的”。